# Cria

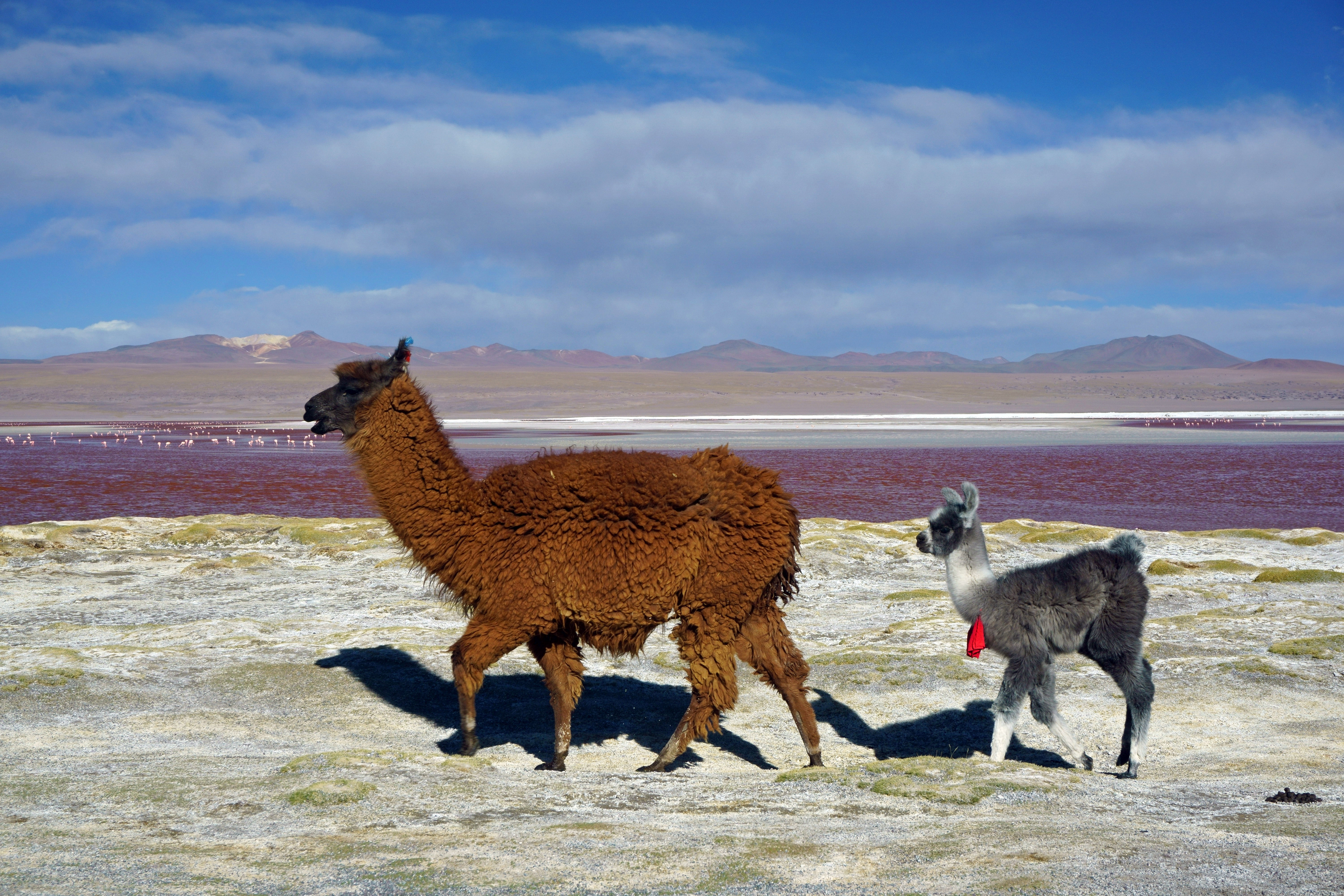
Lama-Mutter mit ihrem Cria

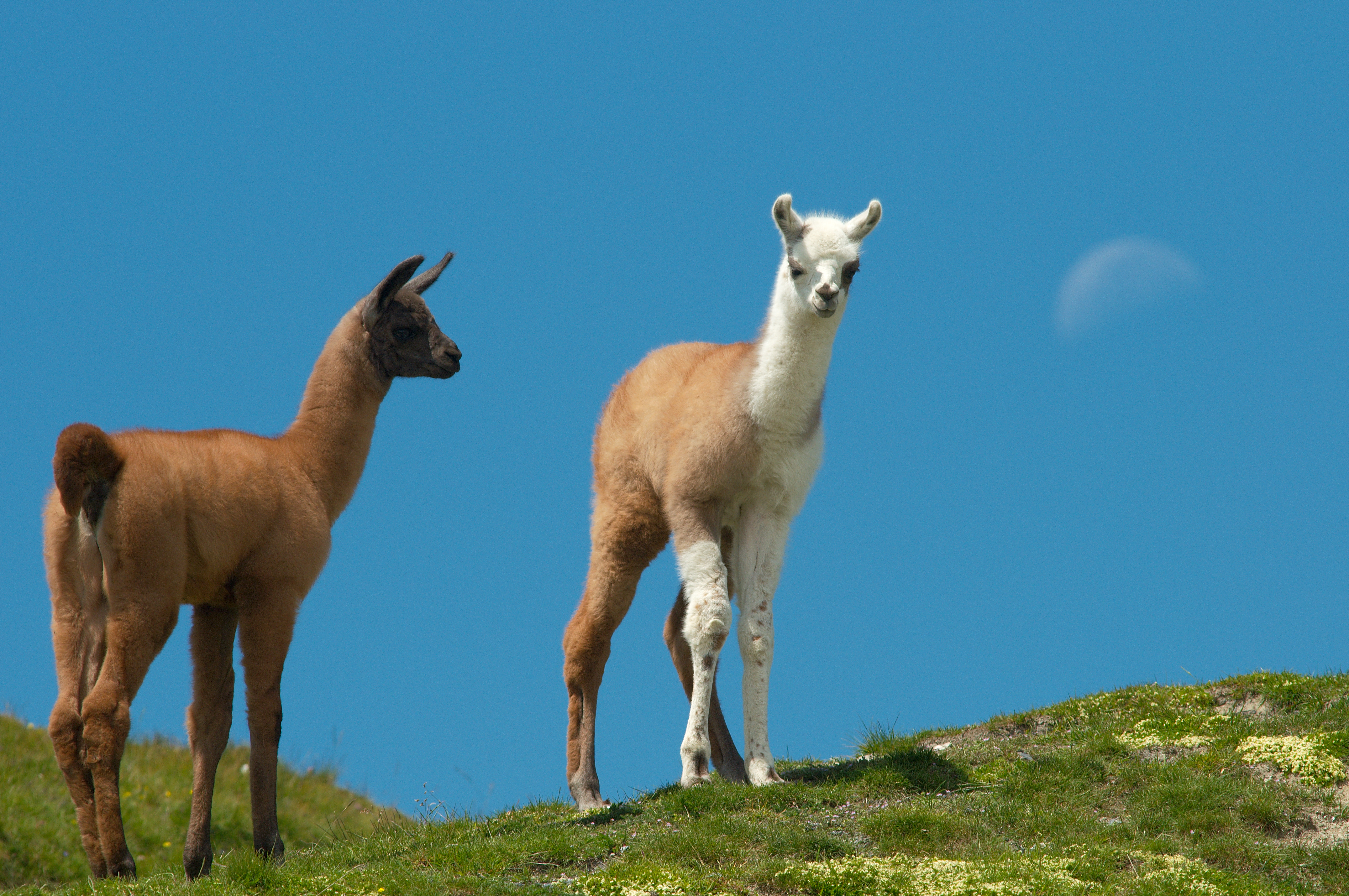
Lama-Crias

Als Crias werden die Jungtiere von Lamas, Alpakas, Vikunjas und Guanakos bezeichnet. Das Wort kommt aus dem Spanischen und bedeutet Jungtier.

## Religiöse Verwendung von Crias
Oft verwenden die Nachfahren der Inka getrocknete Crias als Opfergabe an die Erde. In Zeremonien werden sie verbrannt und die Asche geopfert. Auch mauern die Indianer oft beim Hausbau getrocknete Crias mit in die Wand ein, dieses Ritual soll Glück bringen. Auf Märkten in Cuzco und La Paz werden sie zu solchen Zwecken verkauft.